# Owlient
 (mai 2022).
Si vous disposez d'ouvrages ou d'articles de référence ou si vous connaissez des sites web de qualité traitant du thème abordé ici, merci de compléter l'article en donnant les références utiles à sa vérifiabilité et en les liant à la section « Notes et références ».
Owlient est un studio français de développement de jeux vidéo situé à Paris, et actif de 2005 à 2013. La société est fondée le 8 septembre 2005 par Vincent Guth et Olivier Issaly, deux étudiants en formation d'ingénieur à l'université Paris-Sud, puis elle est absorbée en février 2023 par le studio Ubisoft Paris Mobile.
Le studio était spécialisé dans la création de jeux sociaux sur navigateur web.

## Historique
À partir de 2004, 2 étudiants (Vincent Guth et Olivier Issaly) en formation d’ingénieur à l’université Paris-Sud décident de fusionner leur projet respectif pour créer HariCow. HariCow est un framework de développement Web basé sur l’architecture LAMP qui est utilisé pour l'ensemble des jeux développés par Owlient[source insuffisante].
Le 8 septembre 2005, Vincent Guth et Olivier Issaly créent le studio Owlient et sortent leur premier jeu, Equideow, où l'on gère un centre équestre et des chevaux. En 2006, à la suite du succès du jeu, ils décident d'arrêter leurs études afin de se consacrer entièrement à Owlient et à la création de jeux sociaux.
En 2010, Owlient emploie environ 40 salariés basés à Paris dans le but de travailler sur des nouveaux services et des nouveaux produits[source insuffisante].
En juillet 2011, Ubisoft fait l'acquisition de la société Owlient pour un peu moins de 10 millions d'euros, dans le cadre de son extension des jeux en ligne et des jeux free-to-play,,,.
Le 27 juin 2014, Olivier Issaly, cofondateur d'Owlient, annonce qu'il quitte son entreprise.
En septembre 2014, Charlie Guillemot, le fils d'Yves Guillemot, et Rémi Pellerin sont nommés à la tête du studio.
En mai 2021, les co-dirigeants du studio Charlie Guillemot et Rémi Pellerin démissionnent de leurs postes et quittent Ubisoft. Selon le site d'actualité Axios, certains employés de la société étaient mécontents dès l'automne 2020 que la multinationale soit gérée comme une entreprise familiale, soulignant que le fils d'Yves Guillemot avait pu diriger son propre studio dès sa sortie de l'université,.
En février 2023, la société est absorbée par le studio Ubisoft Paris Mobile.

## Jeux développés
| Titres                         | Année | Plateformes              | Statut   |
| ------------------------------ | ----- | ------------------------ | -------- |
| Equideow (Howrse)              | 2005  | Navigateur, iOS, Android | En ligne |
| Aquariow                       | 2008  | Navigateur               | Arrêté   |
| Babydow                        | 2009  | Navigateur               | Arrêté   |
| Fashiown                       | 2011  | Navigateur               | Arrêté   |
| Dragow                         | 2013  | Navigateur               | Arrêté   |
| Mojow Locow                    | 2013  | Navigateur               | Arrêté   |
| Horse Adventure: Tale of Etria | 2017  | iOS, Android             | Arrêté   |
| Tom Clancy’s Elite Squad       | 2020  | iOS, Android             | Arrêté   |

## Controverses
En août 2020, dans le cadre de la sortie du jeu Tom Clancy’s Elite Squad, le studio Owlient publie une bande-annonce, dans laquelle le joueur doit lutter contre Umbra, une organisation terroriste ayant pour logo un poing levé. Or, le poing levé est l'un des symboles centraux des manifestations Black Lives Matter contre la violence policière. La vidéo a donc fait l'objet d'intenses critiques sur les réseaux sociaux, estimant que la bande-annonce s'appuie sur les conspirations de l'alt-right autour des manifestations de Black Lives Matter et d'autres mouvements pour la justice, qui les présentent comme des façades pour une organisation fantôme essayant de déstabiliser les gouvernements mondiaux.
Cela a donc conduit Charlie Guillemot, le directeur créatif du jeu et directeur général du studio, à présenter ses excuses et à s'engager à supprimer la séquence d'introduction du jeu. Le 29 août 2020, Ubisoft publie également un tweet pour s'excuser et pour annoncer que l'imagerie du poing levé sera supprimée lors de la prochaine mise à jour du jeu le 1er septembre sur Android et « dès que possible » sur iOS. Enfin, le 10 septembre 2020, Yves Guillemot réagit à la polémique, pointant un choix « inapproprié » et « une erreur », dans une vidéo montrée juste avant la diffusion d'une conférence Ubisoft Forward,,,.